# Joey Batey
Joey Batey (Newcastle upon Tyne, Inglaterra; 1 de enero de 1989) es un actor, músico, cantante y compositor inglés. Es conocido por interpretar a Jaskier en la serie de fantasía oscura The Witcher, producida por Netflix, además de cantar el tema musical «Toss a Coin to Your Witcher», en el programa. Hizo sus primeras apariciones en producciones como Shakespeare Company Wolf Hall y Bring up the Bodies on the West End and Broadway. Desde entonces ha participado en múltiples programas de televisión británicos y estadounidenses.

## Vida y carrera
Joey Batey nació el 1 de enero de 1989 en Newcastle upon Tyne. Considera haberse criado en una «familia de músicos» y que la música le ha rodeado durante la infancia. Estudió en Robinson College de Cambridge. Mientras estuvo en allí, coescribió e interpretó el programa de bocetos Good Clean Men con Alex Owen y el actor Ben Ashenden. Formó su carrera de teatro en el L'École Internationale de Théâtre Jacques Lecoq, un instituto de actuación en París.
En 2013, debutó en el thriller británico Murder on the Home Front dirigido por Geoffrey Sax. En 2014 apareció en The Riot Club dirigida por Lone Scherfig. En 2017, Paul McGuigan lo eligió como Eddie en Film Stars Don't Die en Liverpool. Batey también participó en la serie de televisión británica CB Strike (2017), In The Dark (2017) y Knightfall (2017).
En 2019, interpretó al bardo viajero Jaskier en la adaptación de Netflix The Witcher, basada en la serie de novelas polacas homónimas escritas por Andrzej Sapkowski. La actuación de Batey ha sido considerada como «notable debido a su destreza vocal», que dio lugar a las exitosas canciones como «Toss a Coin to Your Witcher» y «Her Sweet Kiss».
Es vocalista y músico de la banda de folk independiente The Amazing Devil, así como el escritor y compositor principal. Su álbum más reciente, Ruin, fue lanzado el 31 de octubre de 2021.

## Filmografía

### Películas
| Año  | Título                                       | Papel              |
| ---- | -------------------------------------------- | ------------------ |
| 2014 | The Riot Club                                | Eager Chap         |
| 2016 | Tortas Sangrientas                           | Colin Montcrawknox |
| 2017 | Las estrellas de cine no mueren en Liverpool | Eddie              |

### Televisión
| Año           | Título                                          | Papel                | Notas                                       |
| ------------- | ----------------------------------------------- | -------------------- | ------------------------------------------- |
| 2013          | Murder on the Home Front                        | Dixie                | Película de televisión                      |
| 2013          | The White Queen                                 | Eduardo de Lancaster | 2 episodios                                 |
| 2013          | Whitechapel                                     | Gavin Redman         | 2 episodios                                 |
| 2016          | Mount Pleasant                                  | Gopher               | 3 episodios                                 |
| 2017          | In the Dark                                     | Shelley              | 2 episodios                                 |
| 2017          | Strike                                          | Al Rokeby            | 2 episodios                                 |
| 2017-2018     | Knightfall                                      | Pierre               | 5 episodios                                 |
| 2018          | Shakespeare y Hathaway: investigadores privados | Callum Ballimore     | Temporada 1, episodio 4: "This Rough Magic" |
| 2018          | Stan Lee's Lucky Man                            | Bobby Hayes          | Temporada 3, episodio 2: "Run Rabbit Run"   |
| 2019          | La guerra de los mundos                         | Henderson            | Temporada 1, episodio 1                     |
| 2019-presente | The Witcher                                     | Jaskier              | personaje principal, serie de TV Netflix    |